# 4805 Астеропај
4805 Астеропај (4805 Asteropaios) је Јупитеров тројански астероид чија средња удаљеност од Сунца износи 5,226 астрономских јединица (АЈ).
Апсолутна магнитуда астероида је 10,1.